# دونالد جاي نيومان
دونالد جاي نيومان (بالإنجليزية: Donald J. Newman)‏ هو رياضياتي أمريكي، ولد في 27 يوليو 1930 في بروكلين في الولايات المتحدة، وتوفي في 28 مارس 2007 في فيلادلفيا في الولايات المتحدة.